# Dua Lipa (álbum)
Dua Lipa es el primer álbum de estudio de la cantante albano-británica del mismo nombre, publicado el 2 de junio de 2017 por el sello discográfico Warner Bros. Records. Es considerado un «álbum visual» ya que todas las canciones cuentan con un GIF creado por el artista Joe Webb.
Las letras de los temas giran en torno a sus puntos de vista personales sobre el amor, la pasión y el auto-empoderamiento femenino. Asimismo el álbum también obtuvo buen recibimiento por parte de los críticos profesionales.
Para la promoción del álbum, Lipa realizó tres giras, dos antes de la publicación del álbum y una posterior al lanzamiento. Fueron las siguientes en orden cronológico: Hotter Than Hell Tour (2016), US and Europe Tour (2017) y la última más grande, The Self-Titled Tour (2017-18).

## Antecedentes y composición
| Quiero que la gente vea un pedazo de mí. Quiero que la gente tenga una idea de todo lo que ha sucedido durante los últimos años mientras escribía el álbum y de hecho realmente llegar a conocerme. Ha sido bueno porque cuando lancé "New Love" y "Be The One", hice que la gente dijera, "Eso realmente se refiere a mí". Quiero que la gente tenga ese sentimiento y quiero que la gente sepa que no están solos en todo esto y que todos pasamos por la misma mierda. Ese es el objetivo principal. Para este álbum quiero ser lo más veraz posible, entonces toda la mierda del club puede venir más tarde.——Lipa sobre su álbum debut. |

En 2015, Lipa comenzó a trabajar en su álbum debut para Warner Music Group. Lipa empezó a planificar el proyecto a principios de 2015, poco después del lanzamiento de su primer sencillo "New Love", producido por Emile Haynie y Andrew Wyatt. El trabajo continuó a lo largo de 2016 así como Lipa viajó para promover la música lanzada en los Estados Unidos, Lipa describe el álbum como "pop oscuro".
Al comentar sobre la dirección del álbum, Lipa dijo: "Cuando había empezado con mi propia música, escuchaba a Nelly Furtado, P!nk y Destiny's Child, pero cuando crecí encontré mi amor por el hip hop, así que lo que principalmente escucho es Rap ..., me encanta la realidad detrás de esa música, por eso intento también vincular eso en la música. Este álbum tiene una mezcla de eso y una gran influencia con hip hop, donde me gusta cantar el Rap, así que empiezo mis versos que son muy rápidos y luego se escucha un estribillo pop".
Durante una entrevista con Official Charts en febrero de 2017, Lipa dijo: "He estado trabajando mucho, escribiendo un poco más, terminando el álbum ... He estado trabajando con gente increíble. He tenido que parar y pellizcarme", ella también confirmó que estaba trabajando con MNEK en el estudio.

## Lanzamiento
El álbum fue originalmente programado para ser lanzado el 30 de septiembre de 2016, pero finalmente fue retrasado al 10 de febrero de 2017. El 11 de enero de 2017, Lipa anunció a través de Twitter que el lanzamiento del álbum se había retrasado hasta el 2 de junio, ya que quería incluir «nuevas canciones y colaboraciones emocionantes». La canción «Blow Your Mind (Mwah)» fue lanzada en iTunes el 26 de agosto de 2016, acompañada con la portada del álbum y la disponibilidad de pre-ordenar el álbum.
En abril de 2017, una serie de collages animados para cada pista del álbum fue producida por el artista Joe Webb.4.

## Dua Lipa: Complete Edition
El 5 de septiembre de 2018, Lipa anunció que publicaría una reedición llamada Dua Lipa: Complete Edition, que incluiría las colaboraciones de Silk City («Electricity»), Sean Paul («No Lie»), Calvin Harris («One Kiss») y Martin Garrix («Scared to Be Lonely»), al igual que una nueva canción llamada «Kiss and Make Up» con la banda de k-pop femenina Blackpink, y dos más en solitario tituladas «Want To» y «Running».

## Sencillos
El primer sencillo de su carrera «New Love» se estrenó en línea por la revista de la ciudad de Nueva York The Fader el 20 de agosto de 2015, al día siguiente se lanzó para transmisión y descarga digital. En relación con sus temas siguientes, la canción recibió atención limitada, sin embargo, fue popular entre los creadores de estilos de música y ayudó a la cantante a recibir unos puestos en las listas de la BBC de 2016.
«Be the One» fue lanzado como segundo sencillo del álbum el 30 de octubre de 2015. La canción tuvo éxito comercial generalizado, siendo certificado platino en Australia, Bélgica e Italia, y oro en Alemania, y alcanzó el número 9 en el UK Singles Chart. 
«Last Dance» fue lanzado como el tercer sencillo del álbum el 9 de febrero de 2016. 
«Hotter than Hell» fue lanzado como el cuarto sencillo el 6 de mayo de 2016. La canción alcanzó el número 15 en Reino Unido y alcanzó los primeros 20 en varios mercados.
«Blow Your Mind (Mwah)» fue lanzado como el quinto sencillo el 26 de agosto de 2016, dando a Lipa su segundo top 40 del Reino Unido en ese momento. 
El 11 de abril de 2017, Lipa confirmó que «Lost in Your Light», que incluye a Miguel sería lanzado como el sexto sencillo del álbum. El sencillo fue lanzado el 21 de abril de 2017. 
«New Rules» fue lanzado como el séptimo sencillo del álbum el 7 de julio de 2017, y ha alcanzado el número 1 en el UK Singles Chart. La canción fue grabada en octubre de 2016 después de su concierto en Berlín donde Kenan Williams le mostró el demo.
El 8 de mayo de 2017, Lipa anunció el octavo sencillo del álbum, titulado «Homesick» en colaboración con Chris Martin (participación vocal que no fue acreditada), posteriormente, el sencillo fue lanzado el 1 de diciembre de 2017 a las plataformas digitales.
En 2018, se confirmó a la pista «IDGAF» como el noveno sencillo, del cual un video musical se estrenó el 12 de enero del mismo año.

### Sencillos promocionales
«Room for 2» fue lanzado como el primer sencillo promocional del álbum el 28 de octubre de 2016. Un video musical del mismo fue lanzado el 3 de noviembre de 2016 en el canal de YouTube de Hunger TV. 
Una versión de estudio de «Thinking 'Bout You», una canción demo anteriormente grabada por Lipa, fue lanzada como el segundo sencillo promocional el 6 de enero de 2017.

## Recibimiento de la crítica
Dua Lipa recibió críticas generalmente positivas de los críticos musicales. En Metacritic, que asigna una puntuación normalizada de 100 con las críticas de las publicaciones principales, el álbum recibió una puntuación media de 72, basada en ocho críticas. Alex Green de Clash lo elogió como «un álbum debut repleto de confianza, confianza no solo en la propia voz de Lipa y su ojo para un coro, también para la calidad emotiva de sus letras». Neil Z. Yeung de AllMusic elogió el álbum como «Una deliciosa colección de gemas pop pegadizas donde las canciones solo sirven para destacar la escritura». Para NME, Jamie Milton escribió que la voz de Lipa «podría hacer que los sintetizadores más gruesos parezcan mansos en comparación y lleve una raspadura de 20 al día capaz de hacer baladas sentidas», añadiendo que «es igual de impresionante saber la seguridad con la que el debut se mantiene unido, flotando entre estilos pero siempre brillando como un foco en una sensación pop legítima».
Ben Hogwood de musicOMH se refirió a la voz de Lipa como «poderosa y distintiva» y «una de las más distintivas que se escucharán en la música pop en la actualidad», al comentar que «el único problema potencial con su enfoque radica en la producción detrás de las canciones». Hogwood concluyó que «la esperanza es que su talento obtenga más espacio y menos tiempo de posproducción». Kate Solomon, de la revista Q, elogió la voz de Lipa como «muy, muy buena» y opinó: «Lo que hace que este álbum sea más que solo una carga musical de precisión entre una serie de sencillos de tímpano es la propia Lipa. Canciones que en otras manos serían poco más que rellenos desechables en himnos para las chicas que no pueden dejar de enamorarse». Hannah J. Davies, del The Guardian, declaró que «Dua espite unas pocas ofertas genéricas», el álbum es «un sólido debut pop que está lleno de despreocupación veraniega».

## Lista de canciones
| Edición estándar |                                   |                                                                   |                                                           |          |  |
| N.º              | Título                            | Escritor(es)                                                      | Productor(es)                                             | Duración |  |
| 1.               | «Genesis»                         | Dua Lipa, Andreas Schuller, Sarah Hudson y Coffee                 | Axident, Big Taste, Lorna Blackwood y Cameron Gower Poole | 3:25     |  |
| 2.               | «Lost in Your Light» (con Miguel) | Lipa, Miguel y Rick Nowels                                        | Miguel, Stephen "Koz" Kozmeniuk y Blackwood               | 3:23     |  |
| 3.               | «Hotter than Hell»                | Lipa, Adam Midgley, Tommy Baxter y Gerard O'Connell               | Kozmeniuk, Jay Reynolds y Tom Neville                     | 3:07     |  |
| 4.               | «Be the One»                      | Lucy Taylor, Digital Farm Animals y Jack Tarrant                  | Digital Farm Animals y Tarrant                            | 3:22     |  |
| 5.               | «IDGAF»                           | Lipa, MNEK, Larzz Principato, Skyler Stonestreet y Whiskey Waters | Kozmeniuk, Principato y Blackwood                         | 3:38     |  |
| 6.               | «Blow Your Mind (Mwah)»           | Lipa, Jon Levine y Lauren Christy                                 | Levine                                                    | 2:58     |  |
| 7.               | «Garden»                          | Lipa, Greg Wells y Sean Douglas                                   | Wells y Kozmeniuk                                         | 3:47     |  |
| 8.               | «No Goodbyes»                     | Lipa, Dan Traynor, Lindy Robbins e Ilsey Juber                    | Kozmeniuk y Grades                                        | 3:36     |  |
| 9.               | «Thinking 'Bout You»              | Lipa y Adam Argyle                                                | Kozmeniuk                                                 | 2:51     |  |
| 10.              | «New Rules»                       | Caroline Ailin, Emily Warren y Ian Kirkpatrick                    | Kirkpatrick                                               | 3:32     |  |
| 11.              | «Begging»                         | Lipa, Cara Salimando, James Flannigan y Gabriel Simon             | Flannigan, Kozmeniuk y Suzy Shinn                         | 3:14     |  |
| 12.              | «Homesick»                        | Lipa C. Martin                                                    | Bill Rahko                                                | 3:50     |  |

| Edición especial italiana (Bonus Tracks) |             |              |               |          |  |
| N.º                                      | Título      | Escritor(es) | Productor(es) | Duración |  |
| 13.                                      | «Bang Bang» | Sonny Bono   | Kozmeniuk     | 2:17     |  |

| Edición delujo (Bonus tracks) |                |                                                     |                |          |  |
| N.º                           | Título         | Escritor(es)                                        | Productor(es)  | Duración |  |
| 13.                           | «Dreams»       | Lipa, Neville y Chelcee Grimes                      | Ten Ven        | 3:40     |  |
| 14.                           | «Room for 2»   | Lipa, Neville y Autumn Rowe                         | Ten Ven        | 3:28     |  |
| 15.                           | «New Love»     | Lipa, Emile Haynie y Andrew Wyatt                   | Haynie y Wyatt | 4:31     |  |
| 16.                           | «Bad Together» | Lipa, Grimes, Tom Barnes, Ben Kohn y Peter Kelleher | TMS            | 3:58     |  |
| 17.                           | «Last Dance»   | Lipa, Kozmeniuk y Talay Riley                       | Kozmeniuk      | 3:48     |  |

| Edición Japonesa (Bonus tracks) |                                       |                                   |                                           |          |  |
| N.º                             | Título                                | Escritor(es)                      | Productor(es)                             | Duración |  |
| 18.                             | «Hotter than Hell» (Miike Snow remix) | Lipa, Midgley, Baxter y O'Connell | Kozmeniuk, Reynolds, Neville y Miike Snow | 4:12     |  |
| 19.                             | «For Julian»                          | Lipa y Eg White                   | White                                     | 3:36     |  |

| Edición especial japonesa (Bonus tracks) |                                  |                                                      |                                                 |          |  |
| N.º                                      | Título                           | Escritor(es)                                         | Productor(es)                                   | Duración |  |
| 20.                                      | «New Rules» (Initial Talk remix) | Ailin, Warren y Kirkpatrick                          | Kirkpatrick e Initial Talk                      | 3:44     |  |
| 21.                                      | «IDGAF» (Initial Talk remix)     | Lipa, MNEK, Principato, Stonestreet y Whiskey Waters | Kozmeniuk, Principato, Blackwood e Initial Talk | 3:27     |  |
| 22.                                      | «IDGAF» (Hazers remix)           | Lipa, MNEK, Principato, Stonestreet y Whiskey Waters | Kozmeniuk, Principato, Blackwood y Hazers       | 4:00     |  |

| Edición Austríaca, Alemana y Escocesa |                                   |                                                      |                                       |          |  |
| N.º                                   | Título                            | Escritor(es)                                         | Productor(es)                         | Duración |  |
| 1.                                    | «Genesis»                         | Lipa, Schuller, Hudson y Coffee                      | Axident, Big Taste, Blackwood y Poole | 3:25     |  |
| 2.                                    | «Last Dance»                      | Lipa, Kozmeniuk y Riley                              | Kozmeniuk                             | 3:48     |  |
| 3.                                    | «Hotter than Hell»                | Lipa, Midgley, Baxter y O'Connell                    | Kozmeniuk, Reynolds y Neville         | 3:07     |  |
| 4.                                    | «Be the One»                      | Taylor, Digital Farm Animals y Tarrant               | Digital Farm Animals y Tarrant        | 3:22     |  |
| 5.                                    | «IDGAF»                           | Lipa, MNEK, Principato, Stonestreet y Whiskey Waters | Kozmeniuk, Principato y Blackwood     | 3:38     |  |
| 6.                                    | «Blow Your Mind (Mwah)»           | Lipa, Levine y Christy                               | Levine                                | 2:58     |  |
| 7.                                    | «New Love»                        | Lipa, Haynie y Wyatt                                 | Haynie y Wyatt                        | 4:31     |  |
| 8.                                    | «Garden»                          | Lipa, Wells y Douglas                                | Wells y Kozmeniuk                     | 3:47     |  |
| 9.                                    | «Thinking 'Bout You»              | Lipa y Argyle                                        | Kozmeniuk                             | 2:51     |  |
| 10.                                   | «Room for 2»                      | Lipa, Neville y Rowe                                 | Ten Ven                               | 3:28     |  |
| 11.                                   | «Lost in Your Light» (con Miguel) | Lipa, Miguel y Nowels                                | Miguel, Kozmeniuk y Blackwood         | 3:23     |  |
| 12.                                   | «No Goodbyes»                     | Lipa, Traynor, Robbins y Juber                       | Kozmeniuk y Grades                    | 3:36     |  |
| 13.                                   | «New Rules»                       | Ailin, Warren y Kirkpatrick                          | Kirkpatrick                           | 3:32     |  |
| 14.                                   | «Begging»                         | Lipa, Salimando, Flannigan y Simon                   | Flannigan, Kozmeniuk y Shinn          | 3:14     |  |
| 15.                                   | «Homesick»                        | Lipa y Martin                                        | Rahko                                 | 3:50     |  |
| 16.                                   | «Dreams»                          | Lipa, Neville y Grimes                               | Ten Ven                               | 3:40     |  |
| 17.                                   | «Bad Together»                    | Lipa, Grimes, Barnes, Kohn y Kelleher                | TMS                                   | 3:58     |  |

### Dua Lipa: Complete Edition
| Disco uno |                                   |                                                      |                                       |          |  |
| N.º       | Título                            | Escritor(es)                                         | Productor(es)                         | Duración |  |
| 1.        | «Genesis»                         | Lipa, Schuller, Hudson y Coffee                      | Axident, Big Taste, Blackwood y Poole | 3:25     |  |
| 2.        | «Lost in Your Light» (con Miguel) | Lipa, Miguel y Nowels                                | Miguel, Kozmeniuk y Blackwood         | 3:23     |  |
| 3.        | «Hotter than Hell»                | Lipa, Midgley, Baxter y O'Connell                    | Kozmeniuk, Reynolds y Neville         | 3:07     |  |
| 4.        | «Be the One»                      | Taylor, Digital Farm Animals y Tarrant               | Digital Farm Animals y Tarrant        | 3:22     |  |
| 5.        | «IDGAF»                           | Lipa, MNEK, Principato, Stonestreet y Whiskey Waters | Kozmeniuk, Principato y Blackwood     | 3:38     |  |
| 6.        | «Blow Your Mind (Mwah)»           | Lipa, Levine y Christy                               | Levine                                | 2:58     |  |
| 7.        | «Garden»                          | Lipa, Wells y Douglas                                | Wells y Kozmeniuk                     | 3:47     |  |
| 8.        | «No Goodbyes»                     | Lipa, Traynor, Robbins y Juber                       | Kozmeniuk y Grades                    | 3:36     |  |
| 9.        | «Thinking 'Bout You»              | Lipa y Argyle                                        | Kozmeniuk                             | 2:51     |  |
| 10.       | «New Rules»                       | Ailin, Warren y Kirkpatrick                          | Kirkpatrick                           | 3:32     |  |
| 11.       | «Begging»                         | Lipa, Salimando, Flannigan y Simon                   | Flannigan, Kozmeniuk y Shinn          | 3:14     |  |
| 12.       | «Homesick»                        | Lipa y Martin                                        | Rahko                                 | 3:50     |  |
| 13.       | «Dreams»                          | Lipa, Neville y Grimes                               | Ten Ven                               | 3:40     |  |
| 14.       | «Room for 2»                      | Lipa, Neville y Rowe                                 | Ten Ven                               | 3:28     |  |
| 15.       | «New Love»                        | Lipa, Haynie y Wyatt                                 | Haynie y Wyatt                        | 4:31     |  |
| 16.       | «Bad Together»                    | Lipa, Grimes, Barnes, Kohn y Kelleher                | TMS                                   | 3:58     |  |
| 17.       | «Last Dance»                      | Lipa, Kozmeniuk y Riley                              | Kozmeniuk                             | 3:48     |  |

| Disco 2 |                                           | |                                                                       |          |  |
| N.º     | Título                                    | Escritor(es) | Productor(es)                                                         | Duración |  |
| 1.      | «Want To»                                 | Lipa, Amish Patel y Andrew Jackson | Kozmeniuk y ADP                                                       | 3:31     |  |
| 2.      | «Running»                                 | Lipa, Wyatt y Jackson |                                                                       | 3:44     |  |
| 3.      | «Kiss and Make Up» (con Blackpink)        | Lipa, Mathieu Jomphe-Lepine, Banx & Ranx, Zacharie Raymond, Grimes, Yannick Rastogi, Grimes, Yannick Rastogi y Marc Vincent              |                                                                       | 3:09     |  |
| 4.      | «One Kiss» (con Calvin Harris)            | Lipa, Adam Wiles y Jessica Reyez | Harris                                                                | 3:34     |  |
| 5.      | «Electricity» (con Silk City)             | Thomas Pentz, Mark Ronson, Clement Picard, Maxime Picard, Diana Gordon, Romy Madley Croft, Philip Meckseper, Jacob Olofsson y Rami Dawod | Diplo, Ronson, The Picard Brothers, Alex Metric, Jarami y Jr. Blender | 3:58     |  |
| 6.      | «Scared to Be Lonely» (con Martin Garrix) | Martijn Garritsen, Giorgio Tuinfort, Nathaniel Campany, Kyle Shearer y Georgia "Ku" Overton                                              | Garrix, Tuinfort, Valley Girl y Blackwood                             | 3:40     |  |
| 7.      | «No Lie» (con Sean Paul)                  | Sean Henriques, Schwartz, Jamie Sanderson y Jackson                                                                                      | Sermstyle                                                             | 3:41     |  |
| 8.      | «New Rules» (en vivo)                     | Ailin, Schwartz y Kirkpatrick | Kirkpatrick                                                           | 4:35     |  |

## Posicionamiento en listas
| Listas (2017)                   | Mejor posición |
| ------------------------------- | -------------- |
| Alemania (Media Control Charts) | 22             |
| Australia (ARIA)                | 16             |
| Austria (Ö3 Austria Top 40)     | 36             |
| Bélgica (Ultratop) Flanders     | 6              |
| (Ultratop) Wallonia             | 19             |
| Canadá Albums (Billboard)       | 37             |
| Escocia (OCC)                   | 6              |
| España (PROMUSICAE)             | 20             |
| Estados Unidos (Billboard 200)  | 27             |
| Francia (SNEP)                  | 147            |
| Irlanda (IRMA)                  | 3              |
| Italia (FIMI)                   | 32             |
| Nueva Zelanda (RMNZ)            | 21             |
| Países Bajos (Álbum Top 100)    | 11             |
| Portugal (AFP)                  | 33             |
| Polonia (Polish Albums Chart)   | 35             |
| Reino Unido (OCC)               | 5              |
| República Checa (ČNS IFPI)      | 35             |
| Suiza (Schweizer Hitparade)     | 11             |

## Certificaciones
| País           | Organismo certificador | Certificación | Ventas certificadas | Ref    |
| -------------- | ---------------------- | ------------- | ------------------- | ------ |
| Australia      | ARIA                   | Oro           | 35 000              | [ 28 ] |
| Bélgica        | BEA                    | Oro           | 15 000              | [ 29 ] |
| Brasil         | Pro-Música Brasil      | 3x Platino    | 120 000             | [ 30 ] |
| Canadá         | Music Canada           | 2x Platino    | 80 000              | [ 31 ] |
| Dinamarca      | IFPI                   | Platino       | 20 000              | [ 32 ] |
| Estados Unidos | RIAA                   | Platino       | 1 000 000           | [ 33 ] |
| Francia        | SNEP                   | Oro           | 50 000              | [ 34 ] |
| Italia         | FIMI                   | Platino       | 50 000              | [ 35 ] |
| Nueva Zelanda  | RIANZ                  | 2x Platino    | 30 000              | [ 36 ] |
| Noruega        | IFPI                   | 2x Platino    | 40 000              | [ 37 ] |
| Polonia        | ZPAV                   | Oro           | 10 000              | [ 38 ] |
| Reino Unido    | BPI                    | 2x Platino    | 600 000             | [ 40 ] |
| Suecia         | GLF                    | Oro           | 20 000              | [ 41 ] |